# Frank de Boer (lied)
Frank de Boer is een lied van Frank & Frank, een act van de Nederlander Frank Lammers. Het werd in 2021 als single uitgebracht.

## Achtergrond
Frank de Boer is geschreven door O. Christern, Robert Charlebois en Réjean Ducharme. Het is een voetballied dat een bewerking is van J'veux de l'amour van Raymond van het Groenewoud, wat op zichzelf ook weer een bewerking is van het gelijknamige lied van Robert Charlebois. Het lied is een ode aan de toenmalige bondscoach van het Nederlands voetbalelftal Frank de Boer. Het nummer werd kort voordat het Europees kampioenschap voetbal 2020 in 2021 (het was een jaar uitgesteld) begon, uitgebracht. Het is de eerste (bescheiden) hitsingle van Lammers. In de muziekvideo is Lammers te zien terwijl hij in oranje voetbalfankleding in een studio het lied zingt. 

## Hitnoteringen
De artiest had weinig succes met het lied in de Nederlandse hitlijsten. Er was geen notering in de Single Top 100 en ook de Top 40 werd niet bereikt. Er was wel de 21e positie in de Tipparade.